# Haradrim

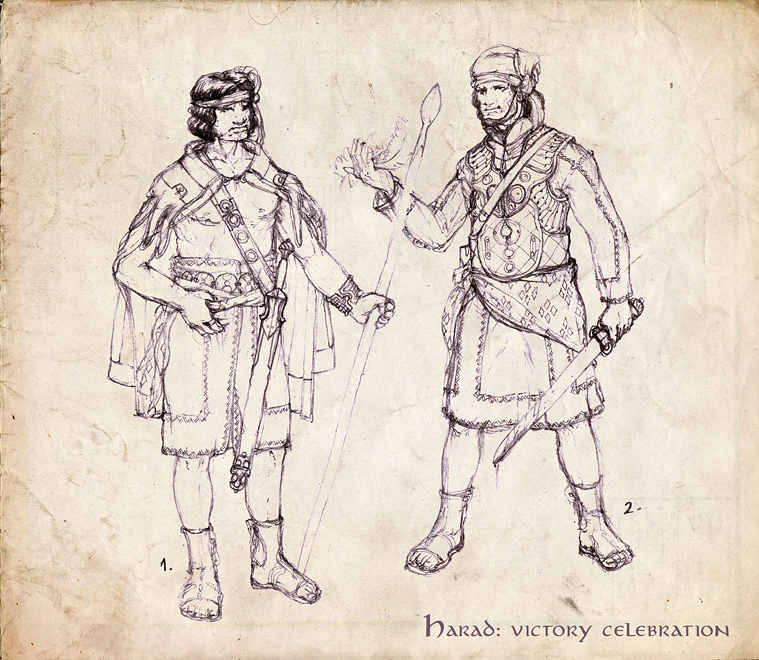
Deux Haradrims : (1) un noble revenant probablement de la chasse (2) un soldat de sa garde personnelle.

Les Haradrim, ou Suderons, sont un peuple fictif de la terre du Milieu, imaginés par Tolkien. Ce sont les Hommes de Harad, descendants des Hommes qui se réveillèrent dans le pays d’Hildórien, à l’extrême est, vers la fin du Premier Âge. C’est le peuple fier, vaillant et belliqueux du Harad, dans le sud de la Terre du Milieu. Anciens ennemis du Gondor, ils se sont alliés à Sauron pendant la Guerre des Elfes et lors de la Guerre de l’Anneau,. Finalement, beaucoup se retournèrent contre Sauron, lorsque Manwë envoya les sorciers sur les terres du sud de la Terre du Milieu.

## Origines
Les ancêtres des Haradrim étaient les Hommes qui se réveillèrent à Hildórien à l’époque du Soleil, mais il resta à l’Est de la Terre du Milieu, ne se joignant pas à la migration des Edain vers l’Extrême-Occident après que Morgoth, le Seigneur des Ténèbres originel, soit venu les corrompre à son service tout en les trompant pour qu’ils abandonnent Ilúvatar. Une Ombre s’étendit à jamais sur toute l’humanité, même sur l’Edain, dans laquelle des parties des ancêtres de Harad commencèrent plus tard à migrer après être entrées en conflit avec d’autres hommes tombés sous l’Ombre. Pourtant, certains sont allés à l’Ouest à la recherche de la Lumière de Valinor et les serviteurs de Morgoth les ont chassés, mais la majorité de l’humanité a refusé de la même manière l’appel des Valar et de Morgoth.
Les différents peuples qui se sont déplacés à Harad, où le Soleil est féroce parce qu’il n’y a presque pas de nuages, n’a joué aucun rôle dans les contes du Premier Âge,. Cependant, cette séparation les priva de l’illumination et de l’artisanat que les Elfes leur avaient peut-être enseignés,. ce qui les rendait vulnérables à leurs deux malheurs ultérieurs : Sauron et les Dúnedain. Les historiens du Gondor pensaient que les Drúedain venaient des terres au sud du Mordor, qu’ils tournaient vers le nord en Ithilien avant d’atteindre les côtes de Harad et qu’ils étaient les premiers hommes à traverser l’Anduin, peut-être près de Cair Andros.

## Histoire

### Deuxième Âge
Au début, pendant de nombreux siècles, les Haradrim étaient des peuples indépendants, généralement isolés du reste du monde. Cependant, au cours du Deuxième Âge, ils furent de plus en plus pris entre les ambitions de deux grandes puissances, à savoir Sauron et les Númenóréens, une circonstance qui dura des milliers d’années,. Naviguant vers l’est, les Númenóréens explorèrent les côtes de la Terre du Milieu, y compris les terres côtières de Harad. Les Númenóréens ont d’abord profité aux indigènes qu’ils ont contactés, en leur enseignant beaucoup de choses sur l’agriculture et l’artisanat, et plus tard, il s’est établi sur les côtes méridionales, y compris la construction de la grande ville d’Umbar.
Après le règne de Tar-Ciryatan, les Númenóréens commencèrent à s’ériger en seigneurs en Terre du Milieu en exigeant un tribut de biens et de richesses, provoquant l’oppression des Haradrim, comme pour beaucoup d’autres peuples dont les terres comprenaient un littoral. Souvent, les Haradrim étaient tués ou vendus comme esclaves. Au début, Sauron n’osa pas défier les Númenóréens alors qu’ils étendaient leur contrôle sur Harad, jusqu’à ce que les Anneaux de Pouvoir soient forgés et que les Nazgûl émergent. Ensuite, Sauron est devenu le souverain de presque tous les hommes à l’est et au sud de l’Ered Luin, à la fois comme leur roi et leur dieu. Ces hommes devinrent forts et construisirent de nombreuses villes et murailles en pierre et ils étaient féroces à la guerre et armés de fer. Cependant, ceux de Harad qui cherchaient la liberté et rejetaient Sauron s’aventuraient dans les bois ou les montagnes de peur d’être poursuivis par lui,.
Dans en S.A. 1600, Manwë envoya deux sorciers dans les terres du sud et de l’est de la Terre du Milieu. Les Valar soupçonnaient qu’il y avait une rébellion de bons Haradrim mais pas de leadership - en fin de compte, ils ont eu beaucoup de succès là-bas à Harad. Ils sont arrivés avant la première guerre de Sauron contre les Elfes et même sur cette guerre, les Sorciers ont eu une certaine influence. Ils sont connus sous le nom de Morinehtar et Rómestámo. En raison de leur influence parmi les Haradrim, Sauron mit beaucoup de temps à attaquer Eregion, car sa domination et le recrutement de ses forces n’étaient pas entièrement couronnés de succès.
Dans S.A. En 3261, Ar-Pharazôn, roi de Númenor, débarqua à Umbar avec une grande flotte et les habitants des côtes s’enfuirent devant eux. Ar-Pharazôn et son armée marchèrent à travers Harad pour rencontrer les forces de Sauron, mais ils s’enfuirent des Númenóréens et Sauron se laissa conduire à Númenor où il corrompit le roi et ses partisans. Sous l’influence de Sauron, les Númenóréens devinrent encore plus impitoyables envers les habitants de Harad, les réduisant en esclavage et les utilisant pour des sacrifices humains.
Au cours des siècles suivants, les Haradrim ont été influencés par Sauron et les Númenóréens noirs, ces Hauts Hommes maléfiques qui sont restés au Harad et ont survécu à la chute de Númenor. Les Haradrim devinrent des ennemis du Gondor, car les frontières méridionales du royaume étaient proches de leurs terres. Peu de temps avant la fin de l’Âge, deux seigneurs númenóréens, Herumor et Fuinur, acquirent un grand pouvoir parmi les Haradrim.
Cependant, à peu près à la même époque, les deux sorciers, opérant toujours à l’Est et au Sud, ont pu entraver les opérations de Sauron, ce qui a conduit à sa défaite dans la Guerre de la Dernière Alliance. Lorsque les domaines de Sauron du Second Âge tombèrent avec sa disparition lors de la Guerre de la Dernière Alliance, les Haradrim furent libérés de son contrôle direct, mais pas des effets de son long travail sur eux, auxquels le mal et les ténèbres de l’Occident s’étaient installés dans leurs cœurs,. De plus, certains des Haradrim et les autres serviteurs de Sauron se détournèrent du mal et devinrent soumis aux héritiers d’Elendil.

### Troisième âge
Le grand cap et le fjard enclavé d’Umbar étaient des terres númenóréennes depuis des temps immémoriaux ; mais c’était une forteresse des Hommes du Roi, qui furent plus tard appelés les Númenoréens Noirs, corrompus par Sauron, et qui haïssaient par-dessus tous les partisans d’Elendil. Après la chute de Sauron, leur race a rapidement diminué ou s’est confondue avec les Hommes de la Terre du Milieu, y compris ceux d’Harad. Il y eut même des mariages mixtes : Tarannon Falastur, roi du Gondor, épousa une dame noire de haute naissance originaire d’une ville de l’intérieur des terres à Harad ; on se souvient d’elle sous le nom de reine Berúthiel. Cependant, la plupart des mariages mixtes noirs númenóréens ont eu lieu avec les Haradrim, et ils sont devenus de plus en plus impossibles à distinguer des peuples indigènes. Les Haradrim n’ont pas troublé les Royaumes en Exil pendant de nombreux siècles.
Lorsque le Gondor prit le havre d’Umbar aux Númenóréens noirs, en l’an T.A. En 1015, ils suivirent les Númenóréens noirs contre Umbar pour la reprendre. Leur grande puissance n’était pas suffisante contre la puissance maritime du Gondor. Les tentatives ont duré 35 ans jusqu’à ce que, en T.A. En 1050, Ciryaher défait les Haradrim en envoyant des troupes par voie terrestre. Ils reconnaissaient la suzeraineté du Gondor ; les rois de Harad rendirent hommage et leurs fils furent donnés comme otages à la cour du roi du Gondor,. Les fils de Castamir et d’autres de sa famille, ayant fui le Gondor en 1447, établirent un petit royaume à Umbar, et y firent un havre fortifié et s’appelèrent plus tard les Corsaires d’Umbar. Les corsaires d’Umbar continuèrent à faire la guerre au Gondor, attaquant ses navires et ses côtes dès qu’ils en avaient l’occasion. De plus, la progéniture de Castamir a épousé des femmes du Harad - continuant la lignée númenóréennes d’Elros, bien que celle-ci ait été éteinte après trois générations,,.
Plus tard, cependant, les rois de Harad qui étaient de connivence avec Umbar se rebellèrent contre le Gondor. Dans l’A.T. En 1634, Minardil est tué à Pelargir par les corsaires d’Umbar, qui sont dirigés par les arrière-petits-fils de Castamir : Angamaitë et Sangahyando. Telumehtar, qui a attaqué ses côtes jusqu’aux Anfalas, a rassemblé ses forces et en 1810 a pris Umbar d’assaut. Dans cette guerre, les derniers descendants de Castamir périrent, et Umbar fut à nouveau tenu pendant un certain temps par les rois, cependant, la bataille des plaines qui s’abattit sur le Gondor entraîna la perte d’Umbar à nouveau, dans laquelle il tomba entre les mains des hommes du Harad.
Plus tard, les Haradrim s’allièrent aux Gens-de-Chariots, une confédération d’Orientaux, et aux Hommes de Khand. Pendant ce temps, ils ont conquis Umbar. Les assauts simultanés du nord et du sud amenèrent le royaume du Sud au bord de la destruction. Les Haradrim traversèrent la rivière Poros pour entrer dans le sud de l’Ithilien, mais l’armée du Sud les détruisit. Dans les dernières années, trois grandes flottes ont été préparées à Umbar et à Harad. Autour du Long Hiver, ils assaillirent les côtes du Gondor, et même du Rohan. Les Haradrim occupèrent le fief du Gondor Sud et il y eut un long combat le long du Poros. Poussés par des émissaires de Sauron, ils tentèrent une fois de plus d’envahir l’Ithilien (T.A. 2885), mais une force combinée de Gondoriens et de Rohirrim les vainquit à la traversée de Poros,. Entre-temps, il a été dit que les deux sorciers, Morinehtar et Rómestámo, ont veillé à ce que les forces de l’Est et du Sud ne soient pas plus nombreuses que celles de l’Ouest, contribuant ainsi à assurer la victoire des peuples libres dans la Guerre de l’Anneau. Quelque temps avant la guerre, Gandalf a également erré dans le Sud, pour des courses non spécifiées, et il est devenu connu sous le nom d’Inkā-nūs parmi les Haradrim suspects, qui le considéraient comme un espion du Nord.
À l’époque de cette guerre, les Haradrim étaient de connivence avec Sauron et combattaient aux côtés de son armée orque. Les Haradrim faisaient partie des forces dirigées par le Roi-Sorcier qui attaquèrent Osgiliath le 20 juin. 3018, au début de la guerre. D’autres Haradrim continuèrent à remonter la route de Harad vers le Mordor. Les régiments de Haradrim rejoignirent l’armée de Minas Morgul en marche vers les champs du Pelennor. Les forces de Sauron assiégèrent Minas Tirith, et le Mûmakil de Harad fut utilisé pour faire avancer des tours de guerre et des engins de siège afin de tester les défenses de la ville. Pendant la bataille, le chef de l’armée des Haradrim portait l’étendard d’un serpent noir sur un champ rouge ; il fut tué par le roi Théoden de Rohan,.
Les Haradrim se rallièrent autour de leur Mûmakil dont les chevaux des Rohirrim craignaient de s’approcher. Au fur et à mesure que la bataille avançait, d’autres Haradrim, y compris des Hommes de Far Harad, furent envoyés sur le champ de bataille par Gothmog. Les Corsaires furent empêchés d’atteindre la bataille, après avoir été vaincus par Aragorn et les Morts de Dunhart. Haradrim a également combattu à la bataille de Morannon le 25 mars. L’armée d’Hommes, d’Orcs et de Trolls de Sauron était plus de dix fois plus nombreuse que les Hommes de l’Ouest, mais la bataille prit fin une fois que l’Anneau Unique fut détruit dans la Montagne du Destin et que Sauron fut vaincu. Les Haradrim résistèrent longtemps et furent parmi les dernières forces de Sauron à être vaincues. Certains Haradrim s’enfuirent ou se rendirent, tandis que d’autres se liguèrent dans leur haine et continuèrent à se battre avec acharnement.

### Quatrième Âge
Après la Guerre de l’Anneau, le roi nouvellement couronné du Royaume réunifié, Elessar, fit la paix avec les Hommes de Harad et soumit complètement Umbar,. Des ambassades se rendaient de Harad à la cour d’Aragorn, et bien que le règne d’Aragorn ait été en grande partie un règne de paix, il était parfois nécessaire pour lui et Éomer, roi du Rohan, de se rendre dans les terres du sud pour maintenir la paix avec Harad.
Il est possible que les générations ultérieures de Haradrim, ayant la mémoire des deux sorciers qui erraient parmi eux, aient suivi des « cultes » magiques qui ont duré longtemps dans le Quatrième Âge ou plus tard.

## Caractéristiques et culture
Les « féroces hommes noirs du Sud ». sont d’ethnies et de cultures diverses ; Certains sont organisés en royaumes,. Les Haradrim ont été décrits par un messager comme « cruels et grands ». « Un peuple sinistre, et qui ne se laisse pas facilement décourager par l’ombre ou l’épée. » Certains des hommes du sud avaient des armes de fer. Lors de la bataille des Champs du Pelennor, les Haradrim portaient des cimeterres qui scintillaient comme des étoiles. Ceux de Harad avaient apprivoisé les bêtes massives de Mûmakil et les utilisaient dans la guerre et, comme leurs maîtres, étaient décorés d’écarlate et d’or. Ils ont même attaché des tours sur leur dos, utilisées par les archers et les lanciers Haradrim. Les Haradrim avaient apparemment militarisé certains aspects du Souffle noir des Nazgûl, ou du moins l’avaient fait basculer sur des flèches et des fléchettes lors de la dernière retraite avant que la ville de Minas Tirith ne soit assiégée,.
Les habitants de l'Extrême-Harad sont décrits comme ayant la peau noire, mais il y a aussi un groupe d’entre eux décrits comme « des hommes noirs comme des demi-trolls aux yeux blancs et à la langue rouge » et des « hommes-trolls ». Il n’est pas clair s’il s’agissait simplement d’hommes de grande taille qui sont comparés à des trolls ou d’une implication de métissage entre les deux races. Les Haradrim de Near Harad étaient ceux que l’on connaissait le plus et que l’on rencontrait le plus étroitement pendant la Guerre de l’Anneau. Lorsque Faramir tendit une embuscade à une compagnie de Haradrim sur la route du Nord, Frodon et Sam virent un guerrier Harad s’écraser à leurs pieds, un homme à la « peau brune », avec des tresses noires de cheveux tressés d’or, une tunique écarlate, comme les autres Haradrim, et un col d’or. Il était armé d’un cimeterre et vêtu d’un corset d’écailles d’airain. Leurs étendards sont écarlates, et leurs grandes bêtes, les Mûmakil, ont des ornements écarlates et dorés. Ils portent des boucliers ronds à pointes, peints en jaune et noir. L’un des grands chefs des Haradrim portait également un serpent noir comme emblème, sur un champ rouge.

### Traduction
On sait très peu de choses sur la ou les langues de Harad, bien que le mot « Mûmak », le nom des grands oliphants de guerre de Harad, provienne directement d’une langue de Harad. Pour les Gondoriens, les voix des Haradrim semblaient dures, comme des cris de bêtes. Bien qu’ayant une signification en quenya (« destin »), le nom umbar serait adapté des langues indigènes de Harad et non de l’écriture elfique ou adûnaïque,,.
Gandalf a déclaré que son nom dans « le sud » est Incánus, qui est apparemment « étranger », c’est-à-dire ni westron, ni elfique, ni explicable par les langues survivantes des hommes du nord. Une note dans le Livre de Thain indique qu’il s’agit d’une forme adaptée au quenya d’un mot dans la langue de la pensée Haradrim Inkā-nūsh (ou peut-être Inkā-nūs), signifiant « espion du Nord ».

## Étymologie
Haradrim est un nom sindarin, composé des éléments harad (« sud ») + rim (« hôte ») signifiant ainsi « peuple du sud ». De plus, les Elfes nommèrent la terre et son peuple Haradwaith, « peuple du Sud », du sindarin harad (« sud ») et gwaith (« peuple »). Les Hobbits appelaient la région les Terres du Soleil, et les gens les Swertings.
Barangils est un terme gondorien désignant le peuple de Harad ; 'swerting' dérive de swart (« basané »). Le nom elfique semble contenir baran (« sombre, swart, brun foncé ») (BARÁN) et peut-être le suffixe -il que l’on voit également dans ernil (« prince »).

## Autres versions du legendarium
Les premiers noms variants de ce peuple étaient les Barangils, les Haradwaith et les Haradrians,. Dans les premières versions du Seigneur des Anneaux, les noms anglicisés pour les Haradrim dans le texte, étaient Silharrows et Harwan, qui, selon Christopher Tolkien, étaient dérivés du nom des Éthiopiens. « Hommes de Sunharrowland » (ou « de Harrowland ») sont deux autres noms anglicisés. Dans les premières versions du Seigneur des Anneaux, Harns était un équivalent sindarin du terme Haradrim. Il est basé sur harn 'southern' (KHYAR-) et est un pluriel anglais,. De plus, Haradwaith porte le nom anglicisé (Sun)Harrowland. Pour plus d’explications sur ces noms, voir ci-dessous.
Dans le premier récit du legendarium dans Le Livre des Contes Perdus, Tolkien mentionne le mouvement des Hommes, après la guerre de Palisor. Après la mort de Nuin aux mains des Gobelins par la trahison des Hommes, de nombreuses tribus d’Hommes furent chassées vers les déserts de l’Est et les forêts du Sud, d’où vinrent des peuples sombres et sauvages.
De plus, il a été révélé que Manwë ne savait pas où le début des Hommes devrait être, que ce soit au nord, au sud ou à l’est. Dans The Book of Lost Tales, deuxième partie, le voyage d’Eärendil et Voronwe sur Vingilot jusqu’au sud de Haradwaith où il est fait mention d’hommes-arbres et de pygmées,.

### Récit antérieur des Deux Sorciers
Dans les œuvres publiées, tous les sorciers ont été envoyés à l’origine en l’an T.A. 1000 en tant qu’émissaires en Terre du Milieu avec Gandalf, Saroumane et Radagast. L’article ci-dessus donne des informations basées sur un essai tardif de Tolkien concernant les deux sorciers, publié dans Les Peuples de la Terre du Milieu.
Cependant, à une époque antérieure, lorsqu’on l’interrogea sur les deux autres sorciers, Tolkien spécula qu’ils étaient allés dans des régions lointaines, y compris les terres de Harad, loin de la chaîne de Númenóréens. Que ce soit ensemble ou indépendamment l’un de l’autre, les deux ont peut-être déchu de leur tâche assignée, dans laquelle ils ont peut-être fondé des cultes « magiques » parmi les peuples de l’Est et du Sud, qui existaient au-delà de la chute du Seigneur des Anneaux.

## Inspiration
Christopher Tolkien a fait le lien entre les Haradrim et les anciens Éthiopiens,. Dans une interview de 1966, Tolkien a comparé Berúthiel à la géante Skaði de la mythologie nordique, car ils partageaient tous deux une aversion pour la « vie balnéaire »,. De plus, Tom Shippey, spécialiste de Tolkien, a déclaré en référence au passage « les hommes noirs comme des demi-trolls » du Retour du roi que Tolkien tentait d’écrire comme un chroniqueur médiéval en décrivant la rencontre des Rohirrim avec un Haradrim : « [...] et lorsque les Européens médiévaux ont rencontré pour la première fois les Africains subsahariens, ils étaient vraiment confus à leur sujet, et plutôt effrayés. Il a noté que Tolkien avait souligné dans ses premiers travaux savants que « les anciens Anglais semblaient avoir une croyance dans les démons du feu, qui avaient naturellement la peau comme de la suie – leur mot pour eux, « harwan », est lié au latin « carbo », « suie » ou carbone,. » Shippey conclut en remarquant qu'« un Anglo-Saxon rencontrant un Africain pour la première fois pourrait alors vraiment se demander – pour un instant, à distance – s’il s’agit d’un démon de sa propre mythologie. Cela ne veut pas dire que Tolkien partageait la mythologie, ou l’erreur.

### Le «Sigelwaran»
Une grande partie de l’influence de Tolkien pour Harad et les Haradrim est venue de son essai Sigelwara Land, dans lequel il a examiné l’étymologie de Sigelwaran (et la forme plus habituelle Sigelhearwan) - le mot vieil anglais pour les Éthiopiens,.  L’essai a été publié à l’origine en deux parties : la première partie a été publiée dans Medium Ævum (vol. 1, n° 3) en 1932, et la deuxième partie a paru dans Medium Ævum (vol. 3, n° 2) en 1934. L’article a enquêté sur les raisons pour lesquelles il y avait un nom anglais ancien distinct et plusieurs fois attesté pour les Éthiopiens (à savoir Sigelwaran, Sigelhearwan) car les noms bibliques réels étaient généralement adaptés, et non traduits.
Tolkien a fait remarquer que le mot inclut des éléments qui ne sont pas courants en vieil anglais et soutient à partir de là qu’il doit être plus ancien et qu’il doit avoir conservé au moins un nom, « si ce n’est plus, de la mythologie indigène disparue ou de sa frontière de géographie semi-mythique ». En tant qu’élément initial, Sigel 'Sun' entre en jeu, qui est attesté dans Beowulf et a en outre des apparentés dans d’autres langues, comme par exemple le nom de la rune s. Un autre candidat est sigel, sigle décrivant « un bijou rond ou un ornement d’or », Issu du latin sigillum, qui à son tour désigne « une petite image ou figure, l’empreinte d’un cachet ou d’un sceau ». Tolkien a alors suggéré que les deux mots avaient une influence mutuelle l’un sur l’autre ; Et il remarque l’utilisation de gimm « pierre précieuse, bijou » pour le soleil. En ce qui concerne le deuxième élément, il discute de plusieurs candidats primitifs ayant tous à voir avec la couleur « noir », de sorte que le nom peut signifier quelque chose de semblable à « ceux qui ont été rendus noirs par le soleil »,. Comme il l’a conclu, « de telles conjectures ne sont naturellement pas concluantes [...] donnant un aperçu de la tradition et de l’imagination anglaises et nordiques,.

## Représentation dans les adaptations

### Films et vidéos
2001-03 : Le Seigneur des Anneaux (série de films) :
Les Haradrim apparaissent brièvement dans Les Deux Tours lorsque Frodon et Sam sont témoins d’un raid sur l’une de leurs colonnes par les rangers de Faramir. Ils sont plus mis en avant dans Le Retour du Roi, dans lequel la bataille entre les Rohirrim et les Mûmakil est une séquence d’action majeure. Alors que le livre dépeint l’armée sudiste comme étant principalement composée de cavalerie armée de cimeterres, nous ne voyons aucun cavalier dans le film : les Haradrim se battent presque exclusivement à partir de plates-formes montées sur le dos de leurs monstrueux Oliphants. Ils ont également orné les défenses des animaux avec des pointes et des flèches qui écrasent et empalent de nombreux cavaliers ennemis. Les costumes des Haradrim dans le film sont de style moyen-oriental et de couleur brun foncé ou noir, tandis qu’un livre d’accompagnement, Le Seigneur des Anneaux : Créatures, a déclaré que les Haradrim étaient basés sur les Sarrasins du XIIe siècle.
2012-14 : Le Hobbit (série de films) :
Le Spectre de l’Anneau de Harad, également connu sous le nom de Tête Noire, était un Nazgûl qui a été ressuscité par Sauron et convoqué à Dol Guldur. Il était autrefois un roi des Haradrim qui a reçu un anneau de pouvoir de Sauron le séducteur et a été corrompu pour le servir. Le Roi-Sorcier et les autres Spectres de l’Anneau furent enterrés dans un donjon dans les Hautes Collines de Rhudaur après la chute d’Angmar. Plus tard, Gandalf, suivant les conseils de Galadriel, visite les Hautes Collines et découvre que les cellules des Nazgûl étaient vides, ouvertes de l’intérieur. Grâce à cette enquête, il est convaincu que le Nécromancien de Dol Guldur est bien Sauron. Lors de l’attaque de Dol Guldur, le Roi-Sorcier, avec les autres Nazgûl, participe en combattant Saroumane et Elrond, membres du Conseil Blanc. À la fin, lui et les autres Neuf sont repoussés au Mordor par Galadriel et sa fiole, son maître finissant également par lui emboîter le pas.

### Série radiophonique
1981 : Le Seigneur des Anneaux (série radiophonique de 1981) :
Dernhelm avertit Théoden de l’arrivée du chef. Il tue le chef, mais est tué par le Roi-Sorcier presque immédiatement après.

### Jeux vidéo
2003 : Le Seigneur des Anneaux : La Guerre de l'Anneau :
Les Haradrim sont apparus et sont connus sous le nom de « Haradrim Slayers ».
2006 : Le Seigneur des Anneaux : La Bataille pour la Terre du Milieu II :
Les Haradrim et les Corsaires d’Umbar apparaissent dans de nombreux produits dérivés de la trilogie cinématographique, tels que des jouets. Les Corsaires appartiennent à la faction du Mordor et sont équipés de couteaux et de bombes incendiaires.
2007 : Le Seigneur des Anneaux Online :
On dit que trois des Nazgûl sont des Haradrim, et leurs titres sont donnés comme « Le Sinistre Suderon », « Le Grand Sorcier de Harad », et « Le Saccageur Réprouvé », ce dernier étant originaire d’Umbar. Pendant la Guerre de l’Anneau, les Corsaires qui envahissent le Gondor sont dirigés par quatre frères qui se font faussement appeler les « Héritiers de Castamir ». Il s’agit d’Azruthor, Dolgimil, Azgarzôr, et l’aîné de Balakhôr le Fléau. Le joueur a négocié avec un Corsaire nommé « Jajax », qui a fini par se ranger du côté du joueur contre les Héritiers et leurs partisans.
Au début du règne du roi Elessar et de la reine Arwen, la faction des Haradrim qui occupa Umbar et envahit le Gondor aux côtés des héritiers de Castamir se révèle être appelée « l’Empire d’Ordâkh ». Après la guerre, les « Ordâkhai » ont été renversés par les « Umbari » locaux et expulsés de la Cité des Corsaires.
2017 : La Terre du Milieu : L’Ombre de la Guerre :
Suladân est un antagoniste qui, avant sa chute, était un noble roi Númenóréens qui régna sur la nation de Harad pendant le Deuxième Âge. Au cours de son règne, il chercha à affronter Sauron où il mena une armée de soldats númenóréens pour assiéger la forteresse du Seigneur des Ténèbres dans le Mordor. Avant qu’il ne cherche à l’engager, il fut surpris que le Seigneur des Ténèbres se rende et lui offrit un Anneau de Pouvoir. La tentation était trop grande, et Suladân finit par faire passer Sauron de la position d’ennemi à celle de conseiller. Au fur et à mesure que le pouvoir de Suladân grandissait, l’influence de Sauron sur lui augmentait également. Il finit par tomber complètement sous le pouvoir du Seigneur des Ténèbres pour devenir l’un des neuf Nazgûl. De plus, Baranor est un personnage jouable qui est capitaine dans la garde du Gondor, originaire de Harad, avant d’être adopté par la riche famille gondorienne.

### Autre
1982 : Jeu de rôle de la Terre du Milieu :
Iron Crown Enterprises a produit une série de livres pour leur jeu de rôle sur table Middle-earth Role Playing contenant des informations sur Harad et du contenu permettant d’y dérouler des jeux. De plus, Herumor a une histoire étendue, et Fuinur se révèle être son frère aîné. Parmi ses principales publications, citons les livres de mise en scène Umbar : Haven of the Corsairs (1982), Far Harad : La Terre brûlée (1988), La Forêt des larmes (1990), ainsi que les livres d’aventures Warlords of the Desert (1989), Les Dangers du bois de Harad (1989), et Grand Harad (1990).
1994 : Les Deux Tours MUD :
Les Haradrim sont représentés aux côtés des Uruk-hai, des Orientaux, des Númenóréens et des Variags.
2001 : Le Seigneur des Anneaux Jeu de cartes à collectionner :
Les Haradrim et les Corsaires d’Umbar apparaissent dans de nombreux produits dérivés de la trilogie cinématographique, tels que des jouets et des jeux de cartes dans le JCC.
2001 : Le Seigneur des Anneaux Jeu de Bataille Stratégique :
Suladân, le « Seigneur du Serpent », est le nom du chef des Haradrim que le roi Théoden tue, et que les joueurs appellent souvent le « Serpent Noir » d’après son étendard,. Certains des Haradrim sont des assassins appelés « Hasharin », dans lesquels il y a des personnages tels que « Le Roi d’Or » et « Dalamyr ». De plus, les Demi-Trolls sont des « hommes Mahûd » de Far Harad qui ont été modifiés pour atteindre la taille et la force des Olog-hai de Sauron. Les unités incluent la « Bande de Demi-Trolls » et la « Demi-Troll de Far Harad ». Games Workshop avait produit des figurines et des règles relatives à Harad, notamment pour Mûmak, le Roi d’Or d’Abrakhân, les Demi-Trolls, les Guerriers Haradrim et les Corsaires d’Umbar,,,,. Afin de maintenir leur domination sur les terres de Harad, les seigneurs d’Umbar installèrent des rois clients, des chefs qui s’étaient soumis à leur volonté. Tout chef qui s’opposait à leur domination était rapidement tué. Afin de faciliter leur règne, les seigneurs d’Umbar ont établi l’ordre des Hásharii.
2002 : Le Seigneur des Anneaux Jeu de Rôle :
Les Haradrim sont présentés parmi les Hommes des Ténèbres.
2011 : Le Seigneur des Anneaux : Le Jeu de Cartes :
Les Haradrim sont présentés parmi une variété d’ensembles, y compris Les Sables de Harad.